# Rama
Rama — немецкий бренд спреда, принадлежащий компании Upfield (Unilever), продающийся в 65 странах.
Производство маргарина под маркой «Rahma» (нем. Rahm — сливки) начато в Германии в 1924 году компанией «Unilever». В 1926 торговое название сменили на Rama, но продолжили использовать слово «масло» на упаковке до 1932 года, когда германское правительство запретило использовать в рекламе маргарина любое упоминание молочных продуктов.
В 1930-е годы «Rama» вела активную кампанию в прессе, позиционируя свой продукт как полезный продукт для питания и развития детей.
С началом Второй мировой войны производство было остановлено до 1954 года. К 1962 году марка завоевала 40 % всего немецкого маргаринового рынка. Обновлённый бренд вывели на рынок как премиальный продукт для завтрака, появилась жёлтая упаковка с изображением девушки в национальном немецком костюме. Эта символика использовалась до 2011 года.

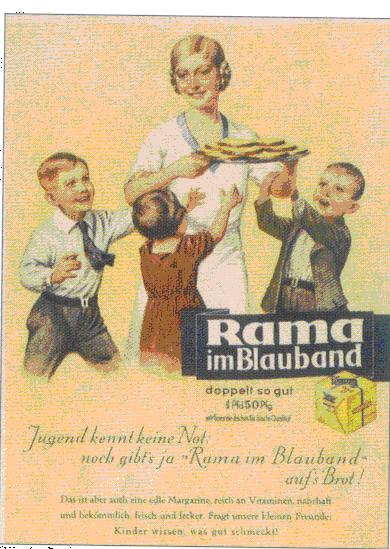
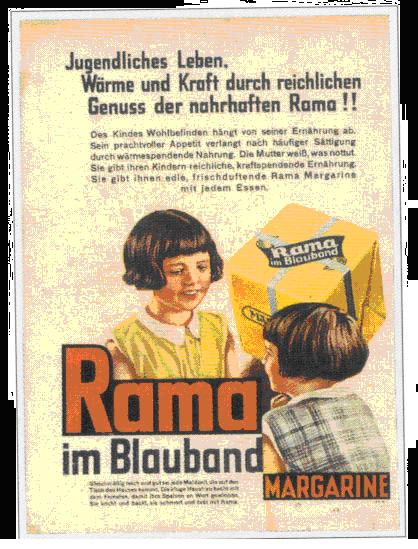
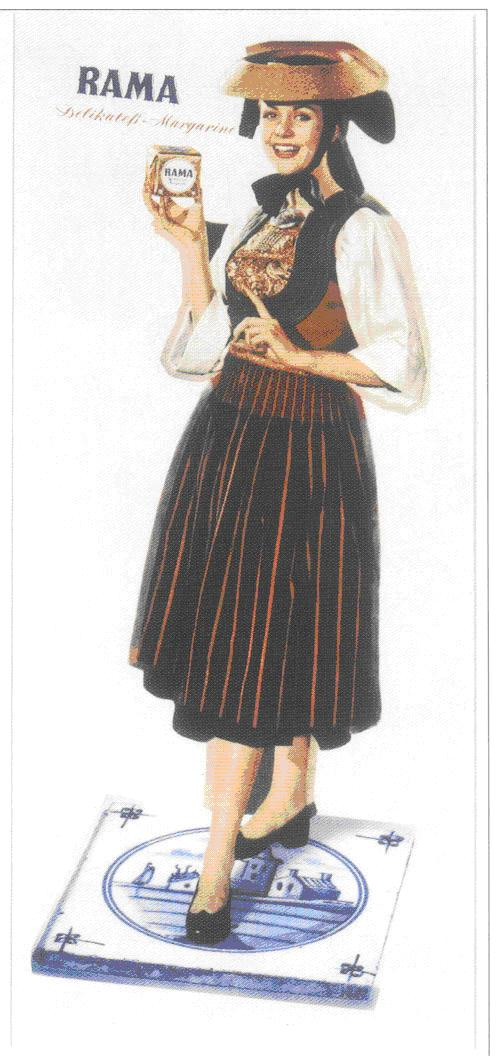
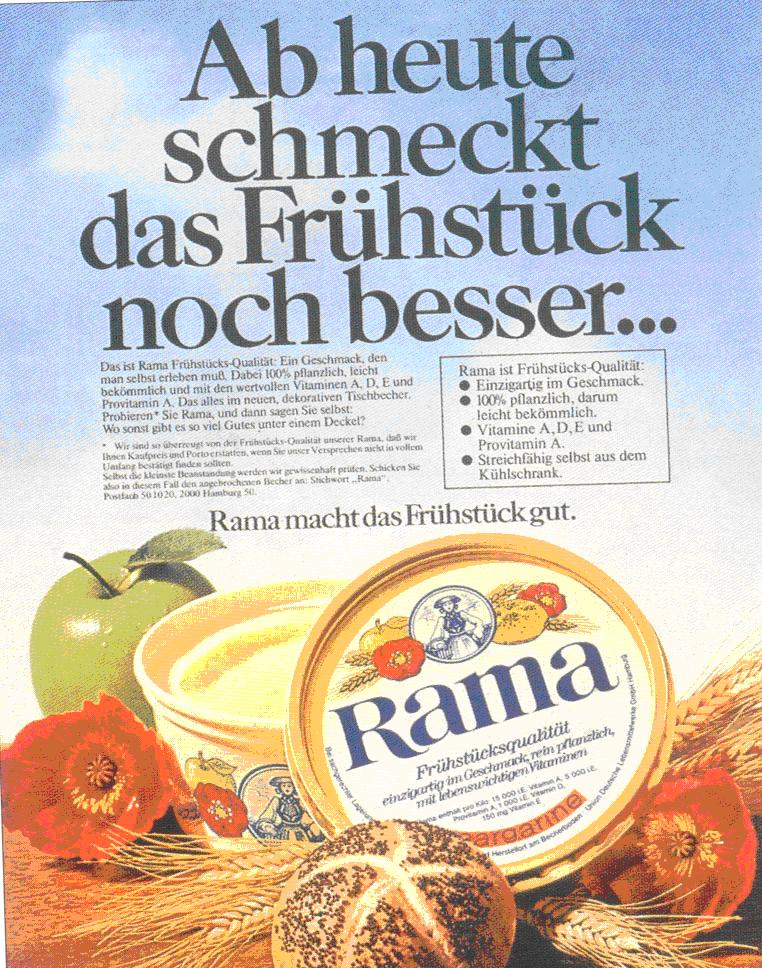
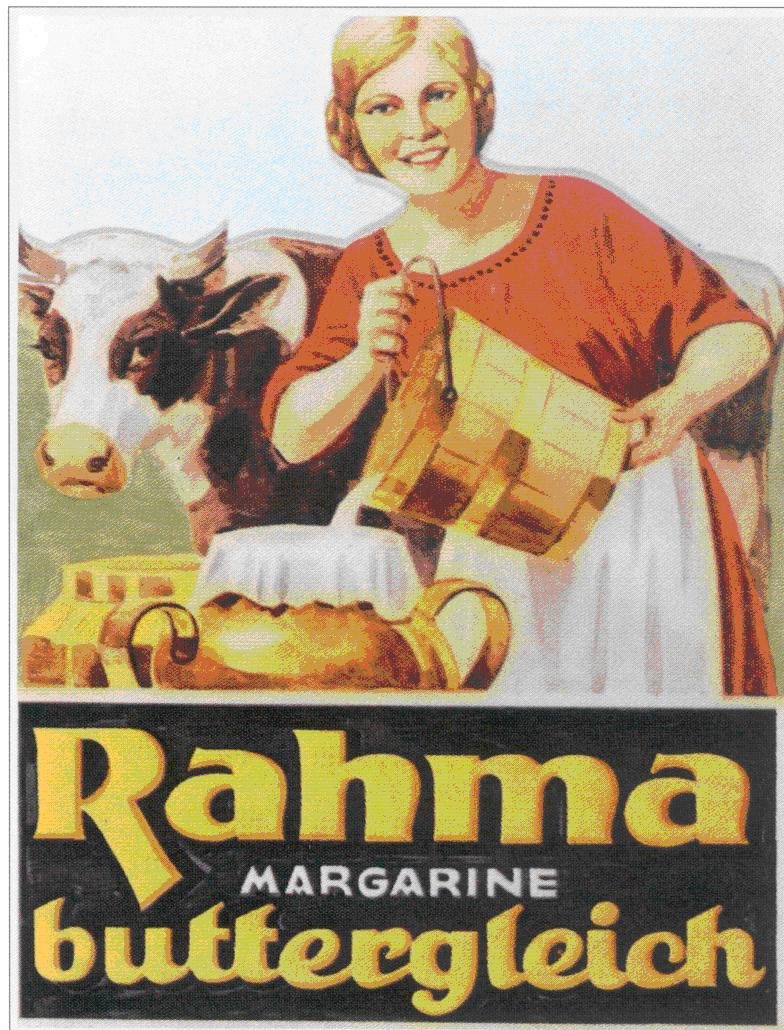

В XXI веке продажи маргарина неуклонно снижаются с трендом на натуральные продукты. Несмотря на редизайн упаковки в цветочном стиле, «Rama» теряет приблизительно 6 % потребителей в год. В 2008 году рецептура базового продукта «Rama Originals» снизила жирность до 70 %, и теперь ни один товар марки «Rama» не может называться маргарином. Независимые экспертизы, проведённые в нескольких странах, оценивают качество «Rama» как удовлетворительное.
В 2018 году «Unilever» продала свой мировой бизнес производства спредов американской инвестиционной компании Kohlberg Kravis Roberts за восемь миллиардов долларов. «Rama» теперь выпускается в концерне «Upfield»
В данный[какой?] момент спред представлен на рынке 65 стран под множеством брендов (Blue Band и Promise в США, Milda в Швеции и Дании, Planta в Бельгии, Becel в Эстонии и Восточной Европе). Ассортимент включает в себя спреды, маргарины и топлёное масло. Позиционируется как премиальный продукт.

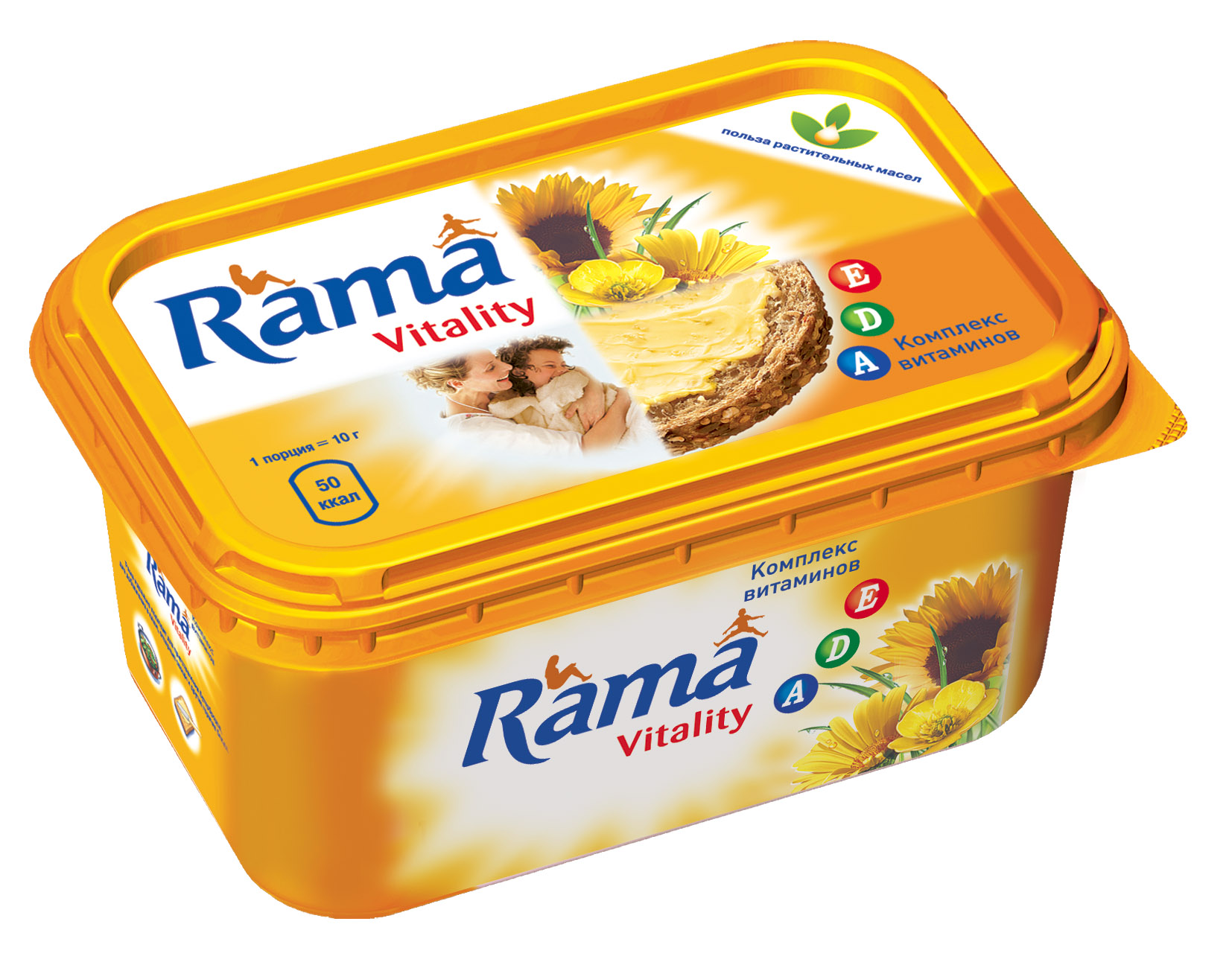
Цветочные мотивы обновлённой упаковки
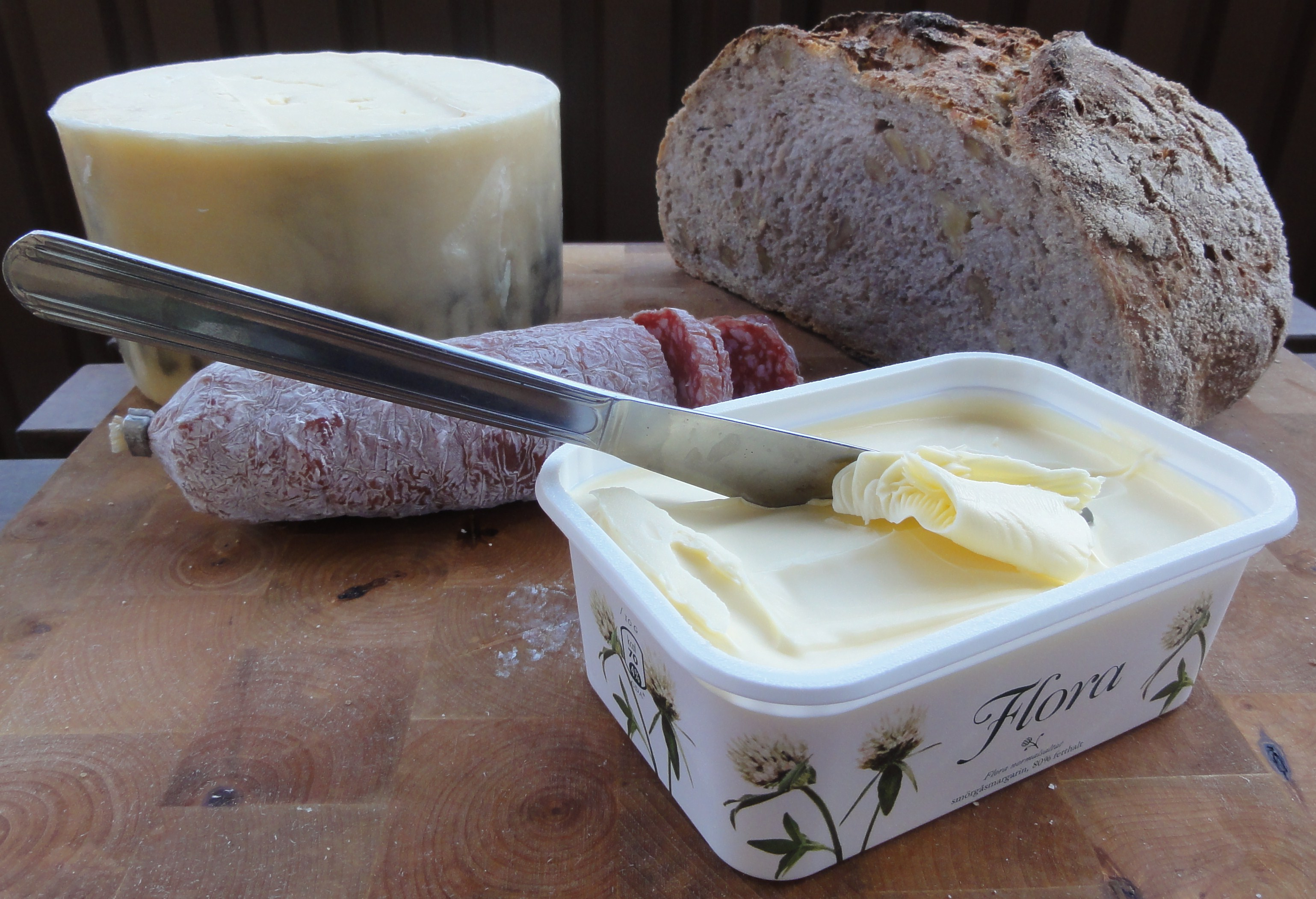
Бренд маргарина «Флора», запущенный в 2011 году
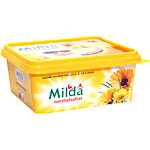
Шведский бренд «Милда» с цветочной упаковкой

## Rama в России
C 1996 года — на российском рынке.
С 1998 года производится на Московском маргариновом заводе.
Апрель 2001 — Rama с молоком. В данный момент не выпускается.
Октябрь 2002 — растительный Rama Vitality с добавленными витаминами А, D3 и E. В данный момент представлен с жирностью в двух вариантах — 48 и 55 %%.
Декабрь 2002 — растительно-жировой Rama Olivio с добавлением оливкового масла. В данный момент представлен с жирностью 50 %.
2004 — из-за введения нового ГОСТа продукт перерегистрировали как спред.
Сентябрь 2004 — Rama Light с пониженным уровнем жирности (40 %).
2005 — смена рекламной концепции на принципы здорового питания и натуральности.
2010—2012 — редизайн упаковки в соответствии с мировым трендом на цветочные мотивы, добавление таблицы о пищевой ценности продукта. Активная рекламная кампания спреда как рекомендованного ассоциациями с названиями, имитирующими уважаемые научные учреждения.
В 2021 году компания Upfield вернула бренд с новым спредом «Rama Сливочная» в Россию.

## Технология производства
По установленной законодательно классификации спредов, спреды «Rama» принадлежат к классу растительно-жировых спредов. Спреды «Rama» на российском рынке производятся из необозначенных в составе растительных масел.
И хотя содержание холестерина в них менее 0,02 мг на 100 г продукта, спреды «Rama» получают методом переэтерификации, в основе которого лежит смешивание жидких и твёрдых растительных масел. Всемирной организацией здравоохранения рекомендовано воздержаться от употребления твёрдых масел либо ограничить их употребление 10 граммами в день для взрослого человека.